# 森脇尚護
森脇 尚護（もりわき しょうご、1983年1月3日 - ）は、三重県鈴鹿市出身のオートバイレーサー。父はモリワキエンジニアリングの創業者である森脇護。母はヨシムラ創業者の吉村秀雄の長女である森脇南海子。

## 経歴
2002年、モリワキクラブから全日本ロードレース選手権ST600クラスにデビュー、シリーズランキング8位を記録した。2004年には熊本のチーム高武に移籍し最高峰JSB1000クラスにステップアップ、シリーズ8位を記録した。またこの年は鈴鹿8時間耐久ロードレースに浜口俊之をペアライダーに出場、見事3位表彰台を獲得した。
2006年にはモリワキに戻りテストライダーを務めた。2007年はJSB1000にレギュラー参戦復帰しシリーズ15位、2008年はモリワキのテストライダーを務める傍ら、浜口俊之の負傷代役としてバビーズレーシング＆ディライトからドゥカティ・1098Rを駆りスポット参戦した。
2009年は翌2010年より新たに始まるロードレース世界選手権Moto2クラス用マシン、モリワキ・MD600の開発ライダーを務めた。9月には全日本第5戦岡山のGP250クラスにプロトタイプのMD600を駆ってテスト参戦、賞典外ながら250ccマシン勢に大差を付けてトップでチェッカーを受けた。
2010年も引き続きMD600の開発ライダーを務め、世界各地のサーキットでのテストに参加している。この年の第14戦日本GPにはワイルドカード枠でエントリー。しかしランニング中に芝刈り機が跳ねた小石が左目にぶつかるアクシデントに遭い、決勝を走ることは叶わなかった。続く第15戦マレーシアGPへの出場を予定していたが、それもキャンセルとなった。
2023年9月、モリワキエンジニアリング社長に就任。2024年12月現在、同会長に就いている。

## 主なレース戦績

### 全日本ロードレース選手権[7]
| シーズン | クラス  | チーム                           | バイク            | ポイント | シリーズ順位 |
| -------- | ------- | -------------------------------- | ----------------- | -------- | ------------ |
| 2002年   | ST600   | モリワキクラブ                   | ホンダ・CBR600F4i | 52       | 8位          |
| 2003年   | ST600   | モリワキクラブ                   | ホンダ・CBR600RR  | 28       | 10位         |
| 2004年   | JSB1000 | チーム高武RSC                    | ホンダ・CBR1000RR | 51       | 8位          |
| 2005年   | JSB1000 | チーム高武RSC                    | ホンダ・CBR1000RR | 10       | 16位         |
| 2006年   | JSB1000 | モリワキ・モチュール・レーシング | ホンダ・CBR1000RR | 23       | 15位         |
| 2007年   | JSB1000 | モリワキ・モチュール・レーシング | ホンダ・CBR1000RR | 64       | 13位         |
| 2008年   | JSB1000 | バビーズレーシング＆ディライト   | ドゥカティ・1098R | 32       | 18位         |

### 鈴鹿8時間耐久ロードレース[8]
| 開催年 | チーム                           | バイク            | パートナー       | 総合順位       |
| ------ | -------------------------------- | ----------------- | ---------------- | -------------- |
| 2002年 | MORIWAKI MOTUL RACING            | ホンダ・CBR954RR  | 奥野正雄         | Not Classified |
| 2004年 | ウイダーホンダ学園DDBOYS         | ホンダ・CBR1000RR | 浜口俊之         | 3位            |
| 2005年 | ウイダーホンダ学園DDBOYS         | ホンダ・CBR1000RR | 浜口俊之         | 46位           |
| 2006年 | モリワキ・モチュール・レーシング | ホンダ・CBR1000RR | レオン・キャミア | Not Classified |